# Anomala aeneiventris
Anomala aeneiventris är en skalbaggsart som beskrevs av Leon Fairmaire 1883. Anomala aeneiventris ingår i släktet Anomala och familjen Rutelidae. Inga underarter finns listade i Catalogue of Life.